# Flyvehavre
Flyvehavre (Avena fatua) er en plante af planteslægten af græsser, tæt beslægtet med dyrket havre (Avena sativa). Småaksene er noget større end hos dyrket havre og har lange stakke, hårede dækblade og tidligt affaldende frugter.
Flyvehavre stammer oprindelig fra Centralasien og betragtes som ukrudt i Danmark og det øvrige EU. Forekomst af flyvehavre kan mindske høstudbyttet væsentligt, og bekæmpelse er derfor påbudt ved lov.